# Тори ин Сабина
То̀ри ин Сабѝна (на италиански: Torri in Sabina) е село и община в Централна Италия, провинция Риети, регион Лацио. Разположено е на 275 m надморска височина. Населението на общината е 1310 души (към 2010 г.).